# Ігало
Іхало (чорн. Igalo/Игало) — містечко (поселення) в Чорногорії, підпорядковане громаді Херцеґ Нові. Християнське  поселення з населенням 3 754  мешканців.

## Населення
Динаміка чисельності населення (станом на 2003 рік):
- 1948 → 378
- 1953 → 455
- 1961 → 638
- 1971 → 1 063
- 1981 → 3 556
- 1991 → 3 613
- 2003 → 3 754

Національний склад містечка (станом на 2003 рік):
Слід відмітити, що перепис населення проводився в часи міжетнічного протистояння на Балканах й тоді частина чорногорців солідаризувалася з сербами й відносила себе до спільної з ними національної групи (найменуючи себе югославами-сербами - притримуючись течії панславізму). Тому, в запланованому переписі на 2015 рік очікується суттєва кореляція цифр національного складу (в сторону збільшення кількості чорногорців) - оскільки тепер чіткіше проходитиме розмежування, міжнаціональне, в самій Чорногорії.